# NGC 6207
NGC 6207 is een spiraalvormig sterrenstelsel in het sterrenbeeld Hercules. Het hemelobject ligt ongeveer 46 miljoen lichtjaar van de Aarde verwijderd en werd op 16 mei 1787 ontdekt door de Duits-Britse astronoom William Herschel.
Vanaf de aarde gezien bevindt het sterrenstelsel NGC 6207 zich een halve graad noordnoordoostwaarts van de bolvormige sterrenhoop Messier 13 (Herculesbolhoop).

## Synoniemen
- UGC 10521
- IRAS 16412+3655
- MCG 6-37-7
- KARA 766
- ZWG 197.7
- KUG 1641+369
- PGC 58827